# サッカーリトアニア代表
サッカーリトアニア代表（サッカーリトアニアだいひょう、リトアニア語: Lietuvos nacionalinė futbolo rinktinė, 英語: Lithuania national football team）は、リトアニアサッカー連盟（LFF）によって構成される、リトアニアのサッカーのナショナルチームである。ホームスタジアムは、カウナスにあるダリアウス・イル・ギレノ・スタディオナスとヴィリニュスにあるLFFスタディオナス。

## 歴史
1923年に代表チームを編成し、初の試合を開催した。1940年にソビエト連邦へ併合されたのに伴い活動を休止したが、1991年に独立したのに伴い再び代表を編成している。FIFAワールドカップおよびUEFA欧州選手権の本大会への出場経験はない。
バルト三国で行なわれているバルティックカップでは、ラトビア代表に次ぐ優勝を収めている。

## 成績

### FIFAワールドカップ
- 1930 - 不参加
- 1934 - 予選敗退
- 1938 - 予選敗退
- 1994 - 予選敗退
- 1998 - 予選敗退
- 2002 - 予選敗退
- 2006 - 予選敗退
- 2010 - 予選敗退
- 2014 - 予選敗退
- 2018 - 予選敗退
- 2022 - 予選敗退

### UEFA欧州選手権
- 1996 - 予選敗退
- 2000 - 予選敗退
- 2004 - 予選敗退
- 2008 - 予選敗退
- 2012 - 予選敗退
- 2016 - 予選敗退
- 2020 - 予選敗退
- 2024 -

## 歴代監督
- ベンヤミナス・ゼルケヴィチウス 1990-1991
- アルギマンタス・リウビンスカス 1992-1994
- ベンヤミナス・ゼルケヴィチウス 1995-1997
- ケストゥティス・ラトジャ 1998-1999
- ロベルタス・タウトクス (暫定) 1999
- スタシース・スタンクス 2000
- ユリウス・クヴェダラス (暫定) 2000
- ベンヤミナス・ゼルケヴィチウス 2001-2003
- アルギマンタス・リウビンスカス 2003-2008
- ジョゼ・コウセイロ 2008-2009
- ライモンダス・ジュタウタス 2010-2011
- ラースロー・チャバ 2012-2013
- イゴリス・パンクラトイェヴァス 2013-2015
- エドガラス・ヤンカウスカス 2015-2019
- ヴァルダス・ウルボナス（英語版） 2019-2021
- ヴァルダス・イヴァナウスカス（英語版） 2021-2022
- エドガラス・ヤンカウスカス 2023-

## 歴代記録

### 出場数ランキング
2023年7月29日現在
| 順位 | 選手                               | 期間      | 出場 | 得点 |
| ---- | ---------------------------------- | --------- | ---- | ---- |
| 1    | サウリウス・ミコリウナス           | 2004-2022 | 101  | 5    |
| 2    | アルヴィダス・ノヴィコヴァス       | 2010-     | 87   | 12   |
| 3    | アンドリウス・スケルラ             | 1996-2011 | 84   | 1    |
| 4    | フョードル・チェルヌィフ           | 2012-     | 83   | 12   |
| 5    | デイヴィダス・シェンベラス         | 1996-2013 | 82   | 0    |
| 6    | トマス・ダニレヴィチウス           | 1998-2012 | 71   | 19   |
| 7    | ジードルーナス・カルチェマルスカス | 2003-2013 | 66   | 0    |
| 8    | アウレリユス・スカルバリウス       | 1991-2005 | 65   | 5    |
| 8    | マリウス・スタンケヴィチウス       | 2001-2013 | 65   | 5    |
| 10   | デイヴィダス・チェスナウスキス     | 2001-2016 | 64   | 4    |

### 得点数ランキング
2023年7月29日現在
| 順位 | 選手                               | 期間      | 得点 | 出場 |
| ---- | ---------------------------------- | --------- | ---- | ---- |
| 1    | トマス・ダニレヴィチウス           | 1998-2012 | 19   | 71   |
| 2    | アンタナス・リンギス               | 1928-1938 | 12   | 33   |
| 2    | フョードル・チェルヌィフ           | 2012-     | 12   | 83   |
| 2    | アルヴィダス・ノヴィコヴァス       | 2010-     | 12   | 87   |
| 5    | エドガラス・ヤンカウスカス         | 1991-2008 | 10   | 56   |
| 6    | ヴィルギニユス・バルトゥシュニカス | 1990-1998 | 9    | 42   |
| 7    | ヤロスラヴァス・チタヴィチウス     | 1926-1933 | 8    | 24   |
| 7    | ヴァルダス・イヴァナウスカス       | 1990-2000 | 8    | 28   |
| 7    | ダリウス・マチウレヴィチウス       | 1991-2005 | 8    | 38   |
| 7    | ロベルタス・ポシュクス             | 1999-2011 | 8    | 48   |